# Фарнак II
Фарнак II (97 — 47 до н. е.) — боспорський цар 63-47 до н. е. (як Фарнак I) і цар Понту у 47 році до н. е. (як Фарнак II). Син понтійського царя Мітрідата VI Євпатора.

## Життєпис
В 64 до н. е. — намісник Мітридата VI у Боспорі. Зрадивши батька, був призначений Гнеєм Помпеєм царем Боспорського царства (крім Фанагорії). Скориставшись ускладненням політичної ситуації у Римі (боротьба між Цезарем і Помпеєм у 49-48 до н. е.), Фарнак II у 47 до н. е. виступив проти Риму, маючи на меті відвоювати колишні землі Понтійського царства. Підкорив Фанагорію (передав в управління своєму наміснику Асандру), вторгся у Понт, захопив місто Аміс та область Віфінію. В 2 серпня 47 до н. е. у битві під Зелою (Понтійське царство) розбитий військами Цезаря, який надіслав до Рима лаконічне повідомлення про наслідки битви («Veni vidi vici» — «Прийшов, побачив, переміг»). Фарнак повернувся до Боспору, де почав вести боротьбу проти свого намісника Асандра. Помер від ран, які отримав під час однієї з битв.